# Arrondierung
Unter Arrondierung (französisch arrondir ‚abrunden‘), deutsch auch Abrundung, versteht man unter anderem den Einbezug angrenzender Flächen zu einem bestimmten Grundstück oder Territorium (Staatsgrenze usw.).

## Zweck
Eine Arrondierung kann der Verbesserung des Grenzverlaufs dienen, der besseren Nutzung bereits vorhandener Infrastruktur (Erschließung, Wege, Kanalisation etc.) oder grundsätzlich den Wert des ursprünglichen Grundstückes durch die größere Fläche vermehren. Der Begriff wird insbesondere im Bereich des Baurechts, der Bauplanung, der Flurbereinigung, der Bodenmelioration, der Stadtplanung sowie in Bezug auf Jagdreviere verwendet. Arrondierung kann auch ohne Eigentumswechsel durch Freiwilligen Nutzungstausch erfolgen.
Eine Arrondierung ist meist mit einer neuen Grenzziehung und entsprechenden Änderungen im Grundbuch verbunden, kann aber auch dadurch vorgenommen werden, dass mehrere Grundstücke ohne Änderung der Grenzen oder Grundbucheinträge in der Hand eines Eigentümers vereinigt werden.

## Verwendungen im weiteren Sinne
Der Begriff Arrondierung wird auch losgelöst vom Grundeigentum in einem weiteren Sinne für die Grenzbegradigungen größerer Territorien verwendet, insbesondere im Zusammenhang mit der Festigung territorialer Herrschaft durch Landesherren im Lauf der Frühen Neuzeit. Er findet sich auch in Bezug auf die Grenzziehung im Frontverlauf. Zum Beispiel bezeichnete Adolf Hitler in seiner Rede vor den Oberbefehlshabern am 23. Mai 1939 als eigentliches Ziel des bevorstehenden Feldzuges die „Arrondierung des Lebensraumes im Osten“.
Arrondissement nennt man in Frankreich, Belgien, Kanada und anderen Ländern bestimmte Verwaltungsbezirke, unter anderen die 20 Stadtteile der Kernstadt von Paris.